# Christantus Uche
Christantus Ugonna Uche Uche (Owerri, 19 de mayo de 2003) es un futbolista nigeriano que juega como centrocampista en el Getafe C. F. de la Primera División de España.

## Trayectoria
Tras disputar la Copa de África Sub-23 con Nigeria, en noviembre de 2022, llega a España para jugar en las filas del Moralo Club Polideportivo de la Tercera Federación, con el que disputó 17 partidos, vio seis tarjetas amarillas y jugó los play off de ascenso a Segunda RFEF, siendo eliminado por el Azuaga.
El 15 de julio de 2023, firma por el Ceuta de Primera Federación, que en principio llegó para el filial, pero rápidamente formaría parte del primer equipo.
El 21 de febrero de 2024, el Ceuta de Primera Federación informa que el jugador sería traspasado al Getafe CF para la temporada 2024-25.

## Selección nacional
El 31 de mayo de 2025 hizo su debut con la selección de Nigeria en un partido amistoso ante Jamaica que finalizó en empate a dos. Debido al resultado, se decidió el ganador en una tanda de penaltis en la que su gol dio la victoria a Nigeria.

## Estadísticas

### Clubes
Actualizado al último partido disputado el 21 de diciembre de 2024.
| Club                       | Div.          | Temporada     | Liga  | Liga  | Copas nacionales | Copas nacionales | Copas internacionales | Copas internacionales | Total | Total |
| Club                       | Div.          | Temporada     | Part. | Goles | Part.            | Goles            | Part.                 | Goles                 | Part. | Goles |
| -------------------------- | ------------- | ------------- | ----- | ----- | ---------------- | ---------------- | --------------------- | --------------------- | ----- | ----- |
| Moralo C. P. · España      | 3.ª F         | 2022-23       | 17    | 0     | —                | —                | —                     | —                     | 17    | 0     |
| Moralo C. P. · España      | Total club    | Total club    | 17    | 0     | 0                | 0                | 0                     | 0                     | 17    | 0     |
| A. D. Ceuta C. F. · España | 1.ª F         | 2023-24       | 36    | 0     | —                | —                | —                     | —                     | 36    | 0     |
| A. D. Ceuta C. F. · España | Total club    | Total club    | 36    | 0     | 0                | 0                | 0                     | 0                     | 36    | 0     |
| Getafe C. F. · España      | 1.ª           | 2024-25       | 33    | 4     | 5                | 0                | —                     | —                     | 38    | 4     |
| Getafe C. F. · España      | Total club    | Total club    | 33    | 4     | 5                | 0                | 0                     | 0                     | 38    | 4     |
| Total carrera              | Total carrera | Total carrera | 86    | 4     | 5                | 0                | 0                     | 0                     | 91    | 4     |